# Manuel de Vadillo y Velasco
Manuel de Vadillo y Velasco (mort en 1729) est un homme politique espagnol, successivement membre du Conseil d'État, secrétaire chargé de la Justice et membre du Conseil des Indes. Il fut également secrétaire d'État (équivalent de premier ministre) en 1714.